# Ham, Belgien
Ham är en kommun i Belgien.   Den ligger i provinsen Limburg och regionen Flandern, i den nordöstra delen av landet, 60 km öster om huvudstaden Bryssel. Antalet invånare är 10 349. Ham gränsar till Beringen.
Runt Ham är det i huvudsak tätbebyggt. Runt Ham är det tätbefolkat, med 511 invånare per kvadratkilometer.